# Jeffrey Catherine Jones
Jeffrey Catherine Jones, nascida Jeffrey Durwood Jones, (Atlanta, 10 de janeiro de 1944 - 21 de maio de 2011) foi uma foi um artista estadunidense transgênera cujo trabalho é mais conhecido do final dos anos 1960 até os anos 2000. Jones criou a arte da capa para mais de 150 livros até 1976, bem como aventurou-se nas belas-artes durante e após essa época. O artista de fantasia Frank Frazetta chamou Jones de "o maior pintor vivo". Embora Jones tenha alcançado a fama simplesmente como Jeff Jones e vivido por um tempo como homem, mais tarde ela mudou seu nome e fez a transição para mulher.

## Carreira
Jones mudou-se para Nova York para seguir uma carreira artística e rapidamente encontrou trabalho desenhando páginas de quadrinhos para King Comics, Gold Key Comics, Creepy, Eerie e Vampirella, bem como Witzend de Wally Wood. Ela pintou capas para livros, incluindo os Ace edições de bolso de Fafhrd and the Gray Mouser de Fritz Leiber e Postmarked the Stars, The Zero Stone, Uncharted Stars de Andre Norton e muitos outros. Por um período durante o início dos anos 1970, Jones também forneceu ilustrações para o Fantastic de Ted White. Ela desenhou muitas capas e contos para uma variedade de editoras de quadrinhos, incluindo DC Comics, Skywald Publications e Warren mas geralmente evitava o gênero de super-heróis.
No início dos anos 1980 ela tinha uma tira recorrente no Heavy Metal intitulada I'm Age. Os cartunistas Walter Simonson e J.D. King disseram na época que Jones tinha um interesse crescente no expressionismo e não buscou o trabalho com quadrinhos depois disso.

## Obras

### Livros
- Age of Innocence: The Romantic Art of Jeffrey Jones 39 páginas, Underwood Books, agosto de 1994, ISBN 978-0887331855
- The Art of Jeffrey Jones 160 páginas, Underwood Books, 10-2002, ISBN 978-1887424578
- Jeffrey Jones Sketchbook 107 páginas, Vanguard Productions, 04-2007, ISBN 978-1887591102
- Absolute Death um conto de seis páginas escrito por Neil Gaiman e desenhado por Jones, 360 páginas, DC Comics, 10-2009, ISBN 978-1401224639
- Jeffrey Jones: A Life in Art 256 páginas, IDW Publishing, 01-2011, ISBN 978-1600107375
- Jeffrey Jones: The Definitive Reference 178 páginas, Vanguard Productions, 05-2013, ISBN 978-1934331545

### Quadrinhos

#### Charlton Comics
- Charlton Bullseye #1 (1975)
- Flash Gordon #13 (1969)

#### DC Comics
- The Dark Mansion of Forbidden Love #3 (cover) (1972)
- Heroes Against Hunger #1 (1986)
- Showcase #83–84 (Nightmaster) (1969)
- Vertigo: Winter's Edge #2 (1999)
- The Witching Hour #14 (1971)
- Wonder Woman #199–200 (covers) (1972)

#### Fantagraphics Books
- Jones Touch #1 (1993)
- Vaughn Bodē's Erotica #2 (introduction) (1996)

#### Gold Key Comics
- Boris Karloff Tales of Mystery #21 (1968)

#### HM Communications, Inc.
- Heavy Metal #v4 #2, 11; #v5 #3–4, 6–12; #v6 #2–12; #v7 #1–12 #v8 #1–4; #v11 #2 (1981–1987)

#### Last Gasp
- Spasm #1 (1973)

#### Marvel Comics
- Conan Saga #31 (1989)
- Epic Illustrated #10, 19, 25, 30 (1982–1985)
- Heroes for Hope Starring The X-Men #1 (1985)
- Savage Sword of Conan #5 (1975)

#### NL Communications, Inc
- National Lampoon #v1 #28, 35, 38–39, 46–52, 54, 56–60 (1972–1975)

#### Pacific Comics
- Alien Worlds #4 (1983)
- Berni Wrightson: Master of the Macabre #4 (1984)
- Pathways to Fantasy #1 (1984)
- Ravens and Rainbows #1 (1983)

#### Renaissance Press
- The Forbidden Book #1 (2001)

#### Skywald Publications
- Nightmare #6–7 (covers), 21 (1971–1974)
- Psycho #5–6, 9, 12 (1971–1973)

#### Spiderbaby Grafix
- Taboo #5 (1991)

#### Topps Comics
- Jurassic Park tpb (1993)

#### TwoMorrows Publishing
- Streetwise #1 (2000)

#### Warren Publishing
- Comix International #3 (1975)
- Creepy #16, 29, 91, 103, 120 (1967–1980)
- Eerie #11-12, 15, 27 (1967–1970)
- Vampirella #4–5, 9, 12, 27, 32–34, 50, 83 (1970–1979)